# Rallye Dakar 1999
Die Rallye Dakar 1999 (Granada-Dakar) war die 21. Ausgabe der Rallye Dakar. Sie begann am 1. Januar 1999 in Granada und endete am 17. Januar 1999 in Dakar.
Die Strecke führte über 9.393 km (davon 5.638 Wertungskilometer) durch Spanien, Marokko, Mauretanien, Mali, Burkina Faso und Senegal.
An der Rallye nahmen insgesamt 278 Teilnehmer – 88 Autos, 161 Motorräder und 29 LKW teil.

## Endwertung

### PKW
|    | Fahrer               | Fahrzeug                    |
| -- | -------------------- | --------------------------- |
| 1. | Jean-Louis Schlesser | Schlesser Buggy             |
| 2. | Miguel Prieto        | Mitsubishi Pajero Evolution |
| 3. | Jutta Kleinschmidt   | Mitsubishi Pajero Evolution |

### LKW
|    | Fahrer             | Fahrzeug  |
| -- | ------------------ | --------- |
| 1. | Karel Loprais      | Tatra 815 |
| 2. | Wiktor Moskowskich | Kamaz     |
| 3. | André de Azevedo   | Tatra 815 |

### Motorräder
|    | Fahrer           | Fahrzeug |
| -- | ---------------- | -------- |
| 1. | Richard Sainct   | BMW      |
| 2. | Thierry Magnaldi | KTM      |
| 3. | Alfie Cox        | KTM      |